# Chatri Sityodtong
Chatri Trisiripisal (en tailandés: ชาตรี ตรีศิริพิศาล, rtgs: Chatri Trisiriphisan), más conocido como Chatri Sityodtong y Yodchatri Sityodtong, es un empresario e instructor de artes marciales tailandés residente en Singapur.
Conocido principalmente por ser el fundador, chairman y CEO de la promoción de deportes de combate ONE Championship. Sityodtong protagonizó The Apprentice, en su edición enfocada en ONE Championship.

## Vida personal
Nacido y criado en Tailandia, Sityodtong tiene ascendencia japonesa por parte materna y ascendencia tailandesa por parte paterna. Se graduó en Economía en la Universidad Tufts en 1994. Su familia se fue a la bancarrota durante la Crisis financiera asiática y su padre finalmente abandonaría la familia, pero Sityodtong siguió adelante y obtuvo su Maestría en Administración de Empresas en la Escuela de negocios de Harvard en 1999.
Sityodtong emigró a Singapur a mediados de la década del 2000, y ha vivido ahí desde entonces.
Sityodtong realiza constantes donaciones a Boys' Town Home, una organización benéfica  que ayuda a los niños abandonados y a los jóvenes necesitados. Sityodtong también apoya a Singapore Children's Society y a los niños con cáncer a través de Children's Cancer Foundation.

## Conocimientos en artes marciales
Chatri comenzó en Muay Thai cuando era niño bajo la tutela del Kru Yodtong Senanan del Sityodtong Camp en Pattaya, Tailandia. Senanan finalmente le daría a Chatri su apodo de Yodchatri Sityodtong. Luego de más de 30 peleas, la última pelea de Muay Thai de Sityodtong fue en 2008 en Tailandia. Es un instructor sénior de Muay Thai bajo la tutela de Senanan. Antes de su meuerte, Senanan nombró a Chatri como uno de los 4 preservadores del Muay Thai Sityodtong en el mundo.
Sityodtong comenzó a entrenar Jiu-jitsu brasileño en 2005 bajo la tutela de Renzo Gracie en Renzo Gracie Academy en New York City. Obtuvo sus cinturones azul y púrpura bajo los Campeones Mundiales de BJJ Rafael Gordinho Lima y Leandro Brodinho Issa respectivamente. Con la aprobación de Renzo Gracie, el Campeón Mundial de BJJ Alex Silva premió le otorgó a Sityodtong su cinturón marrón en 2021.
En 2019, Sityodtong fue inducido al Salón de la Fama de Black Belt Magazine.

## Carrera temprana
Chatri comenzó como analista de inversiones en Fidelity Investments cubriendo una variedad de industrias. Más tarde lanzó Nextdoor Networks junto a Yau Soon Loo, un compañero de clases en Harvard. Nextdoor Networks fue un proveedor emergente de infraestructura de comercio electrónico con sede en San Francisco. Sityodtong fue Director Gerente en Maverick Capital, un fondo de cobertura de 12.000 millones de dólares. En 2005, con el respaldo de Farallon Capital, Sityodtong más tarde lanzó Izara Capital Management, un fondo de cobertura de 500 millones de dólares en Nueva York. Luego de una década en Wall Street, Chatri se retiró.

## Actualidad
En 2011, Chatri fundó ONE Championship y actualmente se desempeña como su chairman y CEO. Bajo su liderazgo, ONE fue nombrado como la compañía de deportes más grande de Asia por Forbes, mientras que Nielsen posicionó a ONE entre las 10 propiedades de deportes más grandes del mundo en términos de audiencia. 
Sityodtong también fundó Evolve MMA en 2008, una cadena de academias de artes marciales en Asia.
Sityodtong protagonizó la última edición de The Apprentice. En 2021, el programa ganó el premio de Mejor Serie de Televisión de Asia en Asian Academy Awards.
En agosto de 2022, Sityodtong aceptó una invitación de la Real Ejército Tailandés para realizar eventos en el prestigioso Lumpinee Boxing Stadium en Bangkok, Tailandia.